# 戴松恩
戴松恩（1907年1月6日—1987年7月31日），男，江苏常熟人，中国作物育种与细胞遗传学家，中国科学院院士。曾任第三届全国人大代表，第五、六届全国政协委员，中国民主同盟中央委员会委员，中国作物学会副理事长兼秘书长，中国农学会常务理事等职。

## 生平
戴松恩于1931年毕业于金陵大学农学院作物育种专业，获农学士学位。后考取清华大学公费留美生，前往美国康奈尔大学学习作物育种与细胞遗传学。1936年获博士学位。后返回中国，任职于南京中央农业实验所全国稻麦改进所。抗日战争期间前往贵阳中央农业实验所工作站工作。1942年出任湖北恩施农业改进所所长。1944年前往重庆北碚中央农业实验所，出任技正兼麦作杂粮系主任。1947年前往北平，任中央农业实验所北平农事试验场场长。
中华人民共和国成立后，戴松恩出任华北农业科学研究所副所长。1955年当选中国科学院生物学地学部学部委员（院士）。1957年起任职于中国农业科学院，历作物育种栽培研究所副所长、副秘书长、研究生院副院长。
1987年在北京逝世。